# アーネスト・サトウ
サー・アーネスト・メイソン・サトウ（英語: Sir Ernest Mason Satow、枢密顧問官、GCMG、1843年6月30日 - 1929年8月26日）は、イギリスの外交官。イギリス公使館の通訳、駐日公使、駐清公使を務め、薩摩藩や長州藩、幕府や新政府との交渉に尽力した。また、政務の傍ら、日本の歴史や文化、思想などに関心を持ち、多くの著書を執筆して、ヨーロッパにおける日本学の基礎を築いた。バジル・ホール・チェンバレン、ウィリアム・ジョージ・アストンとともに明治期の著名な日本研究家の一人で、日本滞在は1862年から1883年（一時帰国を含む）と、駐日公使としての1895年から1900年までの間を併せると、計25年間になる。石橋政方とともに『英和口語辞典』を編纂するなど、日本の英語教育と外国人の日本語教育にも多大な貢献をした。日本名は佐藤 愛之助（さとう あいのすけ）または 薩道 愛之助（読み同じ）。雅号に薩道静山。植物学者の武田久吉は次男。英国国教会（聖公会）信徒。

## 生涯

### 日本着任まで
1843年、ドイツ東部のヴィスマールにルーツを持つソルブ系ドイツ人（当時はスウェーデン領だったため出生時の国籍はスウェーデン）の父デーヴィッド、イギリス人の母マーガレット（旧姓、メイソン）の三男としてロンドン北部クラプトン（en, 旧ミドルセックス州 現在のハックニー区）で生まれた。サトウ家は非国教徒でルーテル派の宗教心篤い家柄であった。父親は兄弟で一番優秀だったアーネストをケンブリッジ大学に進学させたかったが、階級差別の激しい当時、中産階級出身の非国教徒が学位を取れる保証がなかったため、プロテスタント系のミル・ヒル・スクールに入学、1859年首席で卒業、宗教を問わないユニヴァーシティ・カレッジ・ロンドンに進学、ローレンス・オリファント卿著・『エルギン卿遣日使節録』 を読んで日本に憧れ、1861年にイギリス外務省（領事部門）へ通訳生（首席合格、年俸 200ポンド）として入省、駐日公使ラザフォード・オールコックの意見により清の北京で漢字学習に従事した。

### 第一次日本駐在

#### 着任

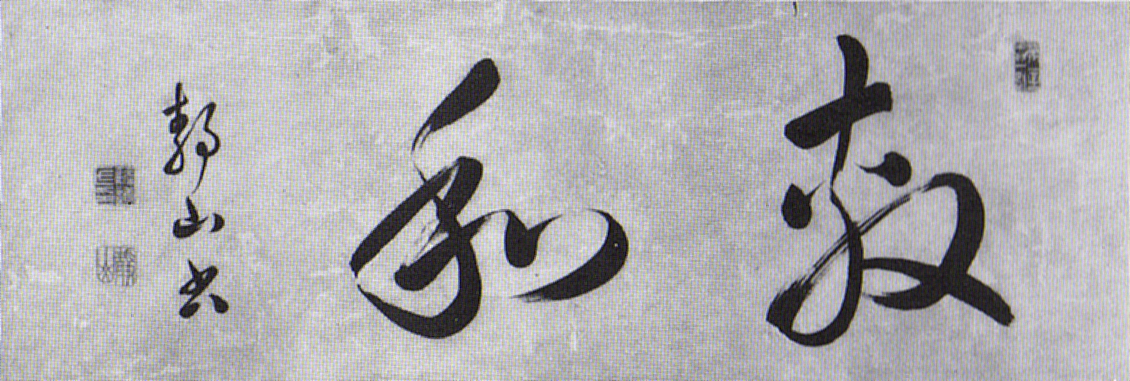
「敷和」と書かれたサトウ直筆（署名は「静山」）の揮毫

1862年9月8日（文久2年8月15日）、イギリスの駐日公使館の通訳生として横浜に着任した。当初、代理公使のジョン・ニール がサトウに事務仕事を与えたため、ほとんど日本語の学習ができなかったが、やがて午前中を日本語の学習にあてることが許された。このため、当時横浜の成仏寺で日本語を教えていたアメリカ人宣教師サミュエル・ロビンス・ブラウンや、医師・高岡要、徳島藩士・沼田寅三郎から日本語を学んだ。また、公使館の医師であったウィリアム・ウィリスや画家兼通信員のチャールズ・ワーグマンと親交を結んだ。サトウが来日した直後の9月14日（8月21日）、生麦事件が勃発した。生麦事件およびその前に発生した第二次東禅寺事件の賠償問題のため、ニールは幕府との交渉にあたったが、サトウもこれに加わった。但し、当時のサトウの日本語力では交渉の通訳はできず、幕府およびイギリス公使館がそれぞれのオランダ語通訳を介しての交渉であった。サトウが初めて「日本語通訳」としての仕事をしたのは、1863年6月24日（文久3年5月9日）付けの小笠原長行のニールへの手紙（5月10日をもって攘夷を行うと、将軍・徳川家茂が孝明天皇に約束したことを知らせる内容）を翻訳したことであった。
この頃、六甲山を訪れているが、その際に鋲を打った登山靴を持ち込んでいて、これが日本にはじめて持ち込まれた登山靴と言われている。

#### 薩英戦争前後
1863年8月、生麦事件と第二次東禅寺事件に関する幕府との交渉が妥結した後、ニールは薩摩藩との交渉のため、オーガスタス・レオポルド・キューパー提督に7隻からなる艦隊を組織させ、自ら鹿児島に向かった。サトウもウィリスとともにアーガス号に通訳として乗船していたが、交渉は決裂して薩英戦争が勃発した。サトウ自身も薩摩藩船・青鷹丸の拿捕に立会ったが（その後の略奪にも加わっている）、その際に五代友厚・松木弘安（寺島宗則）が捕虜となっている。開戦後、青鷹丸は焼却され、アーガス号も鹿児島湾沿岸の砲台攻撃に参加、市街地の大火災を目撃する。
1864年（元治元年）、イギリスに帰国するか日本にとどまるか一時悩むが、帰任した駐日公使オールコックから昇進に尽力することを約束されたので、引き続き日本に留まることを決意した。オールコックはサトウを事務仕事から解放してくれたため、ほとんどの時間を日本語の学習につかえることとなった。
また、ウィリスと同居し親交を深めた。
オールコックは日本国内の攘夷的傾向（前年の長州藩による外国船砲撃や幕府による横浜鎖港の要求など）を軍事力を用いてでも打破しようと考えていたが、7月に長州藩の伊藤俊輔（伊藤博文）と志道聞多（井上馨）がヨーロッパ留学から急遽帰国してきたため、サトウは彼らを長州まで送り届けた。結局伊藤らは藩主毛利敬親を説得できなかったが、このときからサトウと伊藤の文通が始まっている。下関戦争では四国艦隊総司令官となったキューパー提督付きの通訳となり、英・仏・蘭の陸戦隊による前田村砲台の破壊に同行し、長州藩との講和交渉では宍戸刑馬と変名していた高杉晋作を相手に通訳を務めた（伊藤・井上も通訳として臨席）。

#### 通訳官に
1865年（慶応元年）4月、通訳官に昇進。このころから伊藤や井上馨との文通が頻繁になる。この往復書簡で、長州藩の内情や長州征討に対するイギリス公使館の立場などを互いに情報交換した。サトウはこのころから「薩道愛之助」「薩道懇之助」という日本名を使い始めた。10月には新駐日公使ハリー・パークスの箱館視察に同行した。11月、下関戦争賠償交渉のための英仏蘭三国連合艦隊の兵庫沖派遣に同行し、神戸・大坂に上陸、薩摩藩船・胡蝶丸の乗組員（西郷隆盛も来船したが、偽名を使っていた）と交わった。このころから、日本語に堪能な英国人として、サトウの名前が広く知られるようになった。

#### 『英国策論』
1866年（慶応2年）3月から5月にかけて週刊英字新聞『ジャパン・タイムズ』（横浜で発行）に匿名で論文を掲載。この記事が後に『英国策論』という表題で、サトウの日本語教師をつとめた徳島藩士・沼田寅三郎によって翻訳出版され、大きな話題を呼ぶ。西郷隆盛らも引用したとされ、「明治維新の原型になるような一文」ともされる。
『英国策論』の骨子は以下の通り。
1. 将軍は主権者ではなく諸侯連合の首席にすぎず、現行の条約はその将軍とだけ結ばれたものである。したがって現行条約のほとんどの条項は主権者ではない将軍には実行できないものである。
2. 独立大名たちは外国との貿易に大きな関心をもっている。
3. 現行条約を廃し、新たに天皇および連合諸大名と条約を結び、日本の政権を将軍から諸侯連合に移すべきである。

横浜の大火の後、公使館が江戸高輪の泉岳寺前に移ると、近くの門良院で来日したばかりの2等書記官アルジャーノン・ミットフォードと同居した。パークスの訓令により、予定されている大名会議や長州征討の事後処理について、また兵庫開港問題や一橋慶喜の動向などについて情報収集するために長崎を訪問した。
1866年末から1867年（慶応3年）始めにかけて、鹿児島・宇和島・兵庫を訪問、大坂から来た西郷隆盛と会い、薩摩藩の考えを聞いた。宇和島藩では藩物頭で樺崎砲台大銃司令の入江佐吉の家に宿泊して歓待され、前藩主・伊達宗城が『英国策論』を読んでいたことを知った。このころはまだ不十分な日本語ながらハリー・パークスの通弁として地方視察に同行し、各地で談判の通弁に当るたびに記念に金の輪を腕に増やしていた姿が目撃されている。

#### 慶喜の外国公使謁見
将軍となった徳川慶喜が大坂での外国公使謁見を申し出たため、その件および兵庫開港問題などについて情報収集するために2月に兵庫・大坂を訪問し、その際薩摩の小松帯刀とも会った。4月にパークスが慶喜に拝謁した際には、サトウはその通訳を務めたが、パークスは慶喜に対して非常に肯定的な評価を持った。このため、薩長との関係が深いサトウは不安を抱いたようで、後に西郷隆盛の来訪をうけた際には、幕府とフランスが提携しつつあり、これに対抗するためイギリスは薩摩を援助する用意があるとまで発言しているが、西郷は外国の助けは不要と謝絶した。また西郷から「議事院」など将来にわたる日本の政治体制について話をきいた。
大坂からの帰路は、チャールズ・ワーグマンと共に陸路（東海道）を通った。
掛川宿で日光例幣使の家来に「夷狄」という理由で襲われたが、無事であった（アーネスト・サトウ襲撃事件）。
7月、日本海側の貿易港選定のため、パークスに随行して箱館経由で日本海を南下し、新潟・佐渡・七尾を調査した。サトウは七尾でパークスと別れ、ミットフォードと共に陸路（北陸道）を通って大坂まで旅した。
ミットフォードと二人で阿波を訪問する予定であったが、長崎で起きたイカルス号水夫殺害事件の犯人が土佐藩士との情報（誤報であったが）があったため、阿波経由で土佐に向かうこととなり、パークスも同行した。土佐では主に後藤象二郎を交渉相手とし、前藩主・山内容堂にも謁見した。土佐藩船「夕顔」 で下関経由で長崎に向かい桂小五郎と初めて会った。
関係者との協議でイカルス号水夫殺害事件における土佐藩や海援隊への嫌疑は晴れた。
江戸で開成所教授・柳河春三と親交を持ったが、春三は後に『中外新聞』を発行しており、柳河との関係を通じて戊辰戦争中佐幕派の情報収集にもあたった。

#### 維新前後
1867年12月、大政奉還の詳細を探知するためと、兵庫開港の準備のためにミットフォードとともに大坂に行き、後藤象二郎・西郷隆盛・伊藤博文らと会談した。
1868年（慶応4年）1月、兵庫開港準備に伴う人事で通訳としての最高位である日本語書記官に昇進した。王政復古の大号令が出されたために京都を離れ大坂城に入った慶喜とパークスの謁見で通訳を務めた。鳥羽・伏見の戦いで旧幕府軍が敗北し、慶喜が大坂城を脱出すると、旧幕府から各国外交団の保護不可能との通達があったため兵庫へ移動した。直後に岡山藩兵が外交団を銃撃するという神戸事件が勃発したが、解決のため兵庫に派遣されてきた新政府使節・東久世通禧とパークスらとの会談で通訳にあたった。
その後、戦病傷者治療のために大坂・京都に派遣されたウィリスに同行し、西郷隆盛・後藤象二郎・桂小五郎・品川弥二郎・大久保利通 らと会談した。神戸に戻り、神戸事件の責任者である岡山藩士・滝善三郎の切腹に臨席した。外交団が明治天皇に謁見を行おうとした矢先に堺事件が起きたが、同事件解決後に京都に赴き、三条実美・岩倉具視を訪問、天皇謁見の際もパークスに随行した。
イギリス外交団が横浜に戻った後も江戸で主に勝海舟などから情報収集にあたった。大坂でパークスの信任状奉呈式に同行し、このとき初めて天皇に謁見した。北越戦争下にある新潟視察とロシアによる国後島・択捉島占領の真偽を確認するために蝦夷地を旅行した。
1869年（明治2年）、パークスとともに、東京で天皇に再度謁見した。

### 賜暇帰国と再来日
賜暇 で帰国するためオタワ号で横浜を出港、上海・香港・シンガポール・ボンベイ・スエズ・アレクサンドリアを経由してイギリスに到着した。1870年（明治3年）11月、賜暇を終えて日本に戻った。
1871年（明治4年）、鹿児島から上京してきた西郷隆盛と会った。
代理公使アダムズらと箱根・江ノ島に旅行した。廃藩置県後、アダムズと岩倉具視との会談で通訳をした（議題は、廃藩置県断行の状況や農民に対する課税問題、神仏分離令など）。アダムズとオーストリアの退役外交官ヒューブナー（de:Alexander von Hübner）が明治天皇と謁見する際に通訳をした。アダムズと木戸孝允との会談で通訳をした。木戸孝允と会い新しい官制である太政官三院八省制について説明をうけた。アダムズとともに岩倉具視と会い、条約改正準備のための遣外使節団派遣やキリスト教解禁問題、日清修好条規をめぐる攻守同盟疑惑について話し合った。関東一円を旅行した。このころ、日本人女性武田兼 と結婚した。1872年（明治5年）、アダムズとともに甲州を旅行、さらにワーグマンを加えて日光を旅行した。鎌倉・江ノ島を旅行した。参議・大隈重信、工部大輔・山尾庸三とともに西国巡遊の旅行をした。横浜港を出港し途中、下田・鳥羽に寄港して伊勢神宮に参拝。大阪・神戸を経由して讃岐の金毘羅宮に参拝。長崎まで行き大阪に引き返す途中、厳島神社に参拝した。京都を旅行した後、中山道を経由して東京に帰った。箱根を旅行した。1875年（明治8年）、二度目の賜暇で帰国した。

### 三度目の来日と西南戦争
1877年（明治10年）1月に日本に戻ったが、パークスの命で直ちに鹿児島視察に派遣された。鹿児島滞在中に西南戦争が勃発した。出陣直前の西郷隆盛に会ったが、ほとんど話すことはできなかった。
1878年（明治11年）7月、信州、北陸方面へ旅行。長野県大町市から北アルプスを横断する立山新道を経て富山県富山市へ至っている。
1880年（明治13年）に長男・栄太郎（武田栄太郎）、1883年（明治16年）に次男・久吉（武田久吉）が生まれた。同年まで日本に滞在し、三度目の賜暇で帰国した。

### タイでの駐在
その後、シャム（タイ）駐在総領事代理（1884年 - 1887年）となり、タイ赴任中の1885年（明治18年）2月に、「弁理公使兼総領事」に昇進し、「領事部門」から「外交部門」への転身することとなった。タイから希望する日本へ直接赴任できないことが分かった直後の、1888年（明治21年）の1月から4月にかけてローマやリスボンを旅行するが、その際にキリシタン関係の資料を図書館で調べ、英国へ帰国後『日本耶蘇会刊行書誌』を私家版で出版した。

### 英国国教会（聖公会）の信徒へ
1888年（明治21年）7月、サトウは自分の意思で初めて教会へ行き、10月、ロンドンのセント・ポール寺院で英国国教会の堅信礼を受け、非国教徒から英国国教徒（聖公会信徒）となった。日本の家族も続けて日本で洗礼を受けた。英国国教徒になったからといってすぐに出世の道が開けるわけではなく、希望する日本公使になる前に、後述のウルグアイとモロッコの2か所を経なければならなかったが、英国社会の本流となり、外交部門の外交官のルートに乗る条件を備えることになった。
こうした中でサトウは、ウルグアイ駐在領事（1889年 - 1893年）、モロッコ駐在領事（1893年-1895年）を歴任した。

### 駐日特命全権公使
1895年（明治28年）5月に念願である日本駐箚特命全権公使に任命され、翌月6月にはヴィクトリア女王からサーの称号を授与された。その後、任務地の日本へ再び渡ったサトウは1895年（明治28年）7月28日に駐日特命全権公使に着任する。
東京には5年間勤務したが、途中の1897年（明治30年）にはヴィクトリア女王の即位60周年式典のために一時帰国している。日清戦争に勝利した日本は、1895年4月17日に下関条約を結んだが、4月23日には三国干渉により遼東半島を清へ返還した。サトウはその後の帝国陸軍・海軍の成長を目の当たりにすることになる。サトウはまた、日本での領事裁判権が1899年（明治32年）に撤廃されるのにも立ち会った。領事裁判権の撤廃は1894年（明治27年）7月16日に調印された日英通商航海条約に含まれていた。
サトウの後任として日本に着任したクロード・マクドナルドが、在任中の1905年（明治38年）に公使から大使に昇進し、初代の駐日英国大使となった。

### 駐清公使
1900年から1906年の間、駐清公使として北京に滞在、義和団の乱の後始末を付け、日露戦争を見届けた。北京から帰国の途上、日本に立ち寄った。

### 晩年
1906年、枢密院顧問官。1907年、第2回ハーグ平和会議に英国代表次席公使。引退後はイングランド南西部デヴォン州に隠居し、著述に従事。キリシタン版研究の先駆けとなって、研究書を刊行するなどし、のちの南蛮ブームに影響を与えた。駐日英国大使館の桜並木は、サトウが植樹を始めたものである。

## 姓名
「サトウ」はスラヴ系の希少姓で、スウェーデン領生まれソルブ系ドイツ人だった父の姓であり、日本の「佐藤」姓との関係はない。親日派のサトウはあえて日本式に「佐藤」または「薩道」と漢字を当てて姓を名乗った。日本人になじみやすく、親しみを得られやすい姓だったことが、『日本人との交流に大きなメリットになった』と自ら語っていたという。

## 家族

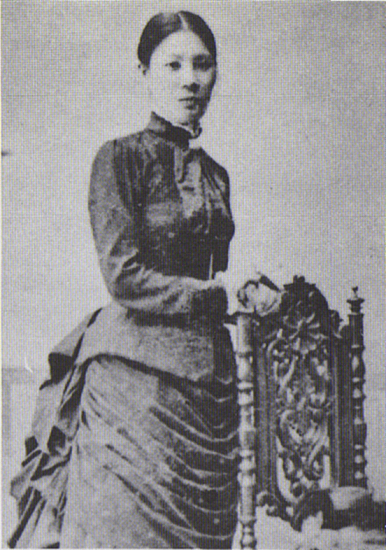
武田兼（1870年）

父親のデーヴィッドはラトビアのリガの出身で、11歳から2年間ボーイとして船上で働き、1825年にロンドンに移住、ルーテル派の信者となり、同じ教会に通う代書人メイソン家の長女マーガレットと結婚、ロンドン塔近くのジューリー通り（Jewry Street。オールド・ジューリーと並ぶイギリスにおける最も古いユダヤ人街のひとつで、古くは貧しいユダヤ人の居住地域だった）に居住、土地家屋を売買する金融業を営み、1846年にイギリス国籍を取得した。デーヴィッドには六男五女の子女があり、一族からは海軍軍人、貿易商、外交官などを輩出しているが、兄弟のうち大学へ進学したのはアーネスト一人である。兄のエドワードもアーネスト同様、オリファントの書物を読んで東洋に興味を持ち赴いたが、1865年上海で病死した。
サトウは戸籍の上では生涯独身であったが、1871年（明治4年）に武田兼（カネ, 1853-1932）を内妻とし、3人の子をもうけた。兼は、伊皿子の指物師の娘という説と、イギリス公使館などに出入りしていた植木職人・倉本彦次郎の娘とする説がある（絶家していた兼の親戚武田家復興のため武田姓を名乗ったとされる）。1884年には麹町区富士見町4丁目（現・千代田区富士見2丁目）にあった敷地面積約500坪の旧旗本屋敷を購入して一家の住まいとし、サトウ帰国後も一族が暮らし続けた。サトウの日記には、兼のことは「O.K」、家族のことは「富士見町」の隠語で記されている。
兼とは入籍しなかったものの子供らは認知して経済的援助を与えていた。第一子の女児は1873年に幼くして病没したが、二人の男児には経済援助と共に、英語を学ぶよう推奨している。次男の武田久吉が27歳でロンドンに留学する際はその手配をし、植物学者として学ぶのを助けた。三年ほどの滞在の間、双方とも登山を趣味としていたために時折連れ立って登山に出かけた。長男の栄太郎（1880-1926）もケンブリッジ大学入学のため渡英したが結核とわかり、進学を諦めて療養のため1900年にアメリカのコロラド州ラサル（LaSalle）へ移住。農業に従事し、Alfred T. Satowを名乗り現地の女性と結婚、サトウダイコンの生産者として暮らした。病のため生涯同地を離れることはなかったが、1906年に日本訪問を終えて英国に戻る途中に米国に立ち寄った父親と再会した。
サトウは最晩年は孤独に耐えかね「家族」の居る日本に移住しようとしたが、病に倒れ果たせなかった。家族に宛てて日本語で多くの手紙を出しており、横浜開港資料館に所蔵されている。孫に次男久吉の娘である長女の武田澄江、次女の林静枝がいる。

## 日光・中禅寺別荘（旧英国大使館別荘）
1896年（明治29年）には、サトウが愛して何度も訪れ滞在した日光の中禅寺湖畔に別荘を設けた。設計はサトウの友人であるジョサイア・コンドルが担当し、別荘建設中にはコンドルとともに1泊2日の日程で現地に視察に訪れ、敷地内でボートハウスの位置やテラス設置なども指示した。この別荘には、サトウと親交のあったイザベラ・バード（ビショップ夫人）も滞在している。

この中禅寺の別荘はサトウがイギリスに帰国した後、英国大使館中禅寺別荘として使われ、多くの館員が過ごすことになった。2008年まで大使館別荘として使われていたが、その後、長く大使館別荘として使われてきた当時の姿に復元され、敷地とともに2016年7月1日に『英国大使館別荘記念公園』として開館した。

## 給与
サトウは通訳官としての年俸が当初僅か400ポンドであったと述べている。当時の為替相場は1ポンド＝2.5両であったため、年俸は1000両ということになる（なお近藤勇は年俸に換算して480両）。万延小判の発行により、1両の価値は従来の1/3程度になっていたとは言え、少ない額ではない。
なお、サトウの場合、当初は通訳生として採用されたために年俸は200ポンドであり、通訳官に昇進し400ポンド、さらに500ポンドと増加し、通訳としてのトップである日本語書記官に昇進した時点で700ポンドとなっている。

## 図書蒐集
日本語は来日後に宣教師や日本人から会話等を学び、書道も俗体から御家流の書、書家の高斎単山（1818-1890）から唐様の書まで学び、約半年後には幕府からの書簡をほぼ正確に訳すまでになっていた。訪れた先では必ず本屋に立ち寄るという愛書家であり、日本に関する内外の書籍を蒐集し、とくに珍書稀本のコレクターとして知られる。もっとも古いものとして宝治二年(1248年)の往生拾因(原刻初印本)があり、サトウの蔵書コレクションは大英図書館、ケンブリッジ大学図書館に保管されている。蒐集した古書をもとに、明治14年（1881年）には奈良時代からの日本印刷文化史をまとめた『日本古印刷史』を英文で上梓している。日本で約4万冊を蒐集し、1万冊がケンブリッジに、3万冊が大英博物館に、少数がオックスフォードとロンドン大学に寄贈された。この他数千冊が日本大学に収蔵されている。

## 英和口語辞典の編纂
1876年（明治9年）には、石橋政方（外務省官吏、英語教育者）と共著で『英語口語辞典』を編纂してロンドンで初版を出版した。続いて1879年（明治12年）に第2版を出版。1904年（明治35年）、1906年（明治37年）及び1919年（大正8年）にはハムデン（Hobart Hampden, E. M.）とパーレット（Harold G. Parlett）によって第3版と第4版が大幅な増補改訂版として出版された。この第1版から第4版の辞書は、それぞれの時代において、日本語を学ぶ外国人を中心とした日本語学習だけでなく、日本人の英語学習にも多大な影響を与えた。特に第3版は、石井光治の研究（1974年、関西外国語大学）によると同時代の英和辞典と比べて断然優れた内容であり、斎藤秀三郎の『英和中辞典』の重要な参考本になったと言及されている。また、1970年には、初版再版組（復刻版）である『英和俗語辞典』本文編（勉誠社，松村明／編）が出版されている。

サトウが上記の初版の辞書作りを始めたのは、来日してから3年目の1865年であり、当時21歳の時で、英国領事館の日本語通訳生としての職務の合間に編纂が続けられ、およそ10年の歳月をかけて完成させたものであった。

## 叙勲
- 1902年（明治36年） 聖マイケル・聖ジョージ勲章、グランド・クロス（GCMG）[29]

## 著書
- 『An English-Japanese Dictionary of the Spoken Language』。 1876年、外務省官吏で英語教育者である石橋政方との共著。
- 『中部・北部日本旅行案内』-　アルバート・ホーズとの共著。

### 原文著作（英文翻刻版）
A Diplomat in Japan（一外交官の見た明治維新）
- A Diplomat in Japan. SEELEY, SERVICE & CO. LIMITED. (1921)
- A Diplomat in Japan. ICG Muse. (2000). ISBN 4925080288
- A Diplomat in Japan. YOHAN classics (普及版 ed.). IBC Pub.. (2006). ISBN 4896842898

日記
- The diaries of Sir Ernest Satow,British Minister in Tokyo(1895-1900) : a diplomat returns to Japan. Collected works of Japanologists. 日本シノップス. (2003). ISBN 4901481061
アーネスト・サトウ日本日記 駐日公使時代 1895-1900（イアン・ラクストン編、全1巻・アーネスト・サトウ著作集別巻）
- The diaries of Sir Ernest Satow, British Minister in Tokyo (1895-1900) : a diplomat returns to Japan : pbk (edited and annotated by Ian Ruxton ; with an introduction by Nigel Brailey ed.). Lulu Press. (2010). ISBN 9780557353729
- Ian Ruxton, ed (April 2006). The Diaries of Sir Ernest Satow, British Envoy in Peking（1900-06）. 2 volumes. Lulu Press Inc
- Ian Ruxton, ed (2006). The diaries of Sir Ernest Satow, British Envoy in Peking (1900-06) vol. 1: 1900-03. Ian Ruxton. ISBN 141168804X
- Ian Ruxton, ed (2006). The diaries of Sir Ernest Satow, British Envoy in Peking (1900-06) vol. 2: 1904-06. Ian Ruxton. ISBN 1411688058

全集
Collected works of Ernest Mason Satow（Collected works of Japanologists）、Reprint.Originally published by Longmans, Green & Co., 1922Co-published by Ganesha Publishing Ltd、ISBN 4931444067（セット）
アーネスト・サトウ全集 著作書籍集成 第1期 全12巻組、Toru Haga（芳賀徹）編集、1998年
- Collected works of Ernest Mason Satow : part 1:major works. v.1. Edition Synapse
- Collected works of Ernest Mason Satow : part 1:major works. v.2. Edition Synapse
- Collected works of Ernest Mason Satow : part 1:major works. v.3. Edition Synapse
- Collected works of Ernest Mason Satow : part 1:major works. v.4. Edition Synapse
- Collected works of Ernest Mason Satow : part 1:major works. v.5. Edition Synapse

- Collected works of Ernest Mason Satow : part 1:major works. v.6. Edition Synapse
- Collected works of Ernest Mason Satow : part 1:major works v.7. Edition Synapse
- Collected works of Ernest Mason Satow : part 1:major works v.8. Edition Synapse

- Collected works of Ernest Mason Satow : part 1:major works. v.9. Edition Synapse
- Collected works of Ernest Mason Satow : part 1:major works. v.10. Edition Synapse
- Collected works of Ernest Mason Satow : part 1:major works. v.11. Edition Synapse
- Collected works of Ernest Mason Satow : part 1:major works. v.12. Edition Synapse

Collected works of Ernest Mason Satow.(Collected works of Japanologists)
アーネスト・サトウ著作集 第2期 全5巻組, 新聞記事・雑誌論文集成、付.日本語別冊「英国策論」2001年、ISBN 4931444091
- Collected works of Ernest Mason Satow:part 2, v. 1. Collected papers, 1864-1874
- Collected works of Ernest Mason Satow:part 2, v. 2. Collected papers, 1875-1879
- Collected works of Ernest Mason Satow:part 2, v. 3. Collected papers, 1880-1894
- Collected works of Ernest Mason Satow:part 2, v. 4. Collected papers, 1895-1909
- Collected works of Ernest Mason Satow:part 2, v. 5. Collected papers, 1910-1927

通信・書簡集
- Ian Ruxton, ed (July 2005). The correspondence of Sir Ernest Satow while he was British minister in Japan (1895-1900) from the Satow papers held at The National Archives, Kew, London v. 1. Lulu Press Inc. ISBN 1411638573
- Ian Ruxton, ed (July 2005). The correspondence of Sir Ernest Satow while he was British minister in Japan (1895-1900) from the Satow papers held at The National Archives, Kew, London v. 2. Lulu Press Inc. ISBN 9781257931675

- Ian Ruxton, ed (April 2007). The Semi-Official Letters of British Envoy Sir Ernest Satow from Japan and China (1895-1906). Lulu Press Inc. ISBN 9781430315025
- Ian Ruxton, ed (December 2007). Sir Ernest Satow's private letters to W.G. Aston and F.V. Dickins : the correspondence of a pioneer japanologist from 1870 to 1918 (with an introduction by Peter Kornicki ed.). Lulu Press Inc. ISBN 9781435710009

### 日本語訳
※は電子書籍も刊行

#### 『A Diplomat in Japan』の翻訳
- 『維新日本外交秘録』（維新史料編纂事務局 訳編）維新史料編纂事務局、1938年。戦前の抜粋編訳版。※（桜の花出版、2016年）
- 『幕末維新回想記』（塩尻清市訳）日本評論社、1943年。抄訳版
- 『一外交官の見た明治維新』（坂田精一訳、岩波文庫（上下）、1960年）
  - 『一外交官の見た明治維新 上』（坂田精一 訳）岩波文庫、1960年。ISBN 4003342518。
  - 『一外交官の見た明治維新 下』（坂田精一 訳）岩波文庫、1960年。ISBN 4003342526。
- 『変革の目撃者　アーネスト・サトウの幕末明治体験 上』（楠家重敏 訳・解説）晃洋書房、2021年3月。ISBN 4771033943。※
- 『変革の目撃者　アーネスト・サトウの幕末明治体験 下』（楠家重敏 訳・解説、小島和枝 附録訳者）晃洋書房、2021年3月。ISBN 4771033951。※
- 『一外交官の見た明治維新』（鈴木悠 訳）講談社学術文庫、2021年4月。ISBN 4065227763。※

#### 日記
サトウの約65年間に残した日記中の日本駐箚英国公使時代の5年分
- 『日本旅行日記 1』（庄田元男 訳）平凡社〈東洋文庫 544〉、1992年。ISBN 4582805442。※
  - 『日本旅行日記 1』（庄田元男 訳）平凡社〈ワイド版東洋文庫〉、2008年。ISBN 4256805443。
- 『日本旅行日記 2』（庄田元男 訳）平凡社〈東洋文庫  550〉、1992年。ISBN 4582805507。※
  - 『日本旅行日記 2』（庄田元男 訳）平凡社〈ワイド版東洋文庫〉、2008年。ISBN 4256805508。
- 『アーネスト・サトウ公使日記 第1巻』（長岡祥三 訳）新人物往来社、1989年。明治28年7月28日から明治30年12月31日
  - 長岡祥三 訳『アーネスト・サトウ公使日記 第1巻』（新版）新人物往来社、2008年。ISBN 4404035268。
- 『アーネスト・サトウ公使日記 第2巻』（長岡祥三、福永郁雄 訳）新人物往来社、1991年。明治31年1月1日から明治33年5月4日）
  - 長岡祥三 訳『アーネスト・サトウ公使日記 第1巻』（新版）新人物往来社、2008年。ISBN 4404035276。

紀行
- 『明治日本旅行案内』（編著、庄田元男訳、平凡社（上中下）、1996年）
上巻 カルチャー編：ISBN 4582829015。中・下巻 ルート編Ⅰ・Ⅱ：ISBN 4582829023 / ISBN 4582829031
- 『明治日本旅行案内 東京近郊編』※（庄田元男訳、平凡社東洋文庫、2008年）ISBN 4582807763
- 『アーネスト・サトウ 神道論』※（庄田元男編訳、平凡社東洋文庫、2006年）ISBN 4582807569
- 『アーネスト・サトウの明治日本山岳記』※（庄田元男訳、講談社学術文庫、2017年） ISBN 4062923823

## 伝記・研究文献ほか
- 萩原延壽 『遠い崖―アーネスト・サトウ日記抄』全14巻、朝日新聞社、2001年完結／朝日文庫、2008年。第28回大佛次郎賞受賞
幕末維新期から明治初期（1861年から1883年）、日本での活動を描いた大作評伝（1976年から90年まで朝日新聞に連載）
- バーナード・メリディス・アレン 『アーネスト・サトウ伝』 庄田元男訳、平凡社東洋文庫 1999年。ISBN 4-582-80648-1。ワイド版2009年（電子書籍も刊）
- 『図説 アーネスト・サトウ　幕末維新のイギリス外交官』 横浜開港資料館編、有隣堂 2001年。ISBN 4-89660-170-X
- イアン・C・ラックストン『アーネスト・サトウの生涯 その日記と手紙より』

長岡祥三・関口英男訳、雄松堂出版「東西交流叢書」 2003年。ISBN 4-8419-0316-X
- 楠家重敏 『アーネスト・サトウの読書ノート』 雄松堂出版 2009年。ISBN 978-4-8419-0528-1

副題「イギリス外交官の見た明治維新の舞台裏」
- 孫崎享 『アーネスト・サトウと倒幕の時代』現代書館 2018年（電子書籍も刊）。ISBN 978-4-7684-5844-0
- 小山騰 『アーネスト・サトウと蔵書の行方　『増補浮世絵類考』の来歴をめぐって』勉誠出版 2020年。ISBN 978-4-585-20078-9
- Nozomu Hayashi & Peter Kornicki (ed.), Early Japanese books in Cambridge University Library. A catalogue of the Aston, Satow, and von Siebold collections
University of Cambridge Oriental publications No. 40, Cambridge University Press, 1991　ISBN 0521364965

ピーター・コーニッキー、林望共編 『ケンブリッジ大学所蔵和漢古書総合目録 アストン、サトウ、フォン・シーボルト コレクション』
- 林望 『ホルムヘッドの謎』 文藝春秋 1992年。文春文庫、1995年
エッセイ「愛書家サトウの面影」を収録
- 新村出 『薩道先生景仰録』-「全集 第5巻」筑摩書房、1977年

## 関連作品

### 小説
- 『暁天の星』（葉室麟、PHP文芸文庫）

### 映像作品
- 青年（1934年、演：堀川浪之助）
- 神戸事件（1941年、演：ゾロタリヨフ・デルゲー）
- 巨人 大隈重信（1963年、演：岡田真澄）
- 三姉妹（1967年、演：ジェリー伊藤）
- 天皇の世紀（1971年、演：レーン・ヤーギン）
- 花神（1977年、演：ケン・フランケル）
- 竜馬がゆく（1982年、演：ローラン・ラッセル）
- 必殺! ブラウン館の怪物たち（1985年、演：ケント・ギルバート）
- 幕末青春グラフィティ Ronin 坂本竜馬（1986年、演：ロバート・ガムリー）
- 野望の国（1989年、演：ケント・フリック）
- 奇兵隊（1989年、演：デーブ・スペクター）
- 翔ぶが如く（1990年、演：ゴダン・ジャンリュック）
- 勝海舟（1990年、演：ジェフ・バーグランド）
- 維新の目撃者（1993年、演：アラン・パーナビー）
- 徳川慶喜（1998年、演：コリン・リーチ）
- 篤姫（2008年、演：ニール・ベラド）
- 龍馬伝（2010年、演：パトリック・ハーラン）
- 八重の桜（2013年、演：ブレイク・クロフォード）
- ザ・プレミアム 時空超越ドキュメンタリードラマ「江戸城無血開城」（2017年1月1日 NHKBSプレミアム、演：満島真之介）
- 西郷どん (NHK大河ドラマ)（2018年、演：スティーブ・ワイリー）
- 青天を衝け（2021年、演：カイル・カード）